# Equazione di Cauchy (ottica)

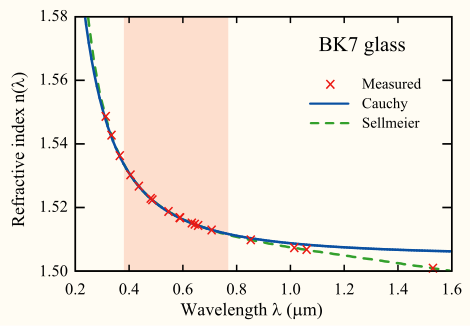
Grafico dell'Equazione di Cauchy

L'equazione di Cauchy è una relazione empirica tra l'indice di rifrazione e la lunghezza d'onda della luce per un particolare materiale trasparente. Essa prende il nome dal matematico Augustin-Louis Cauchy, che la definì 1836.

## L'equazione
In forma generale, l'equazione di Cauchy è
{\displaystyle n(\lambda )=A+{\frac {B}{\lambda ^{2}}}+{\frac {C}{\lambda ^{4}}}+\cdots ,}
dove {\displaystyle n} è l'indice di rifrazione, {\displaystyle \lambda } è la lunghezza d'onda, {\displaystyle A}, {\displaystyle B}, {\displaystyle C}, ecc. sono i coefficienti che possono essere determinati per un materiale interpolando l'equazione ad indici di rifrazione misurati per lunghezze d'onda note. I coefficienti sono solitamente calcolati utilizzando la lunghezza d'onda della luce nel vuoto e vengono riportati utilizzando il micrometro come unità di misura.
Di solito è sufficiente utilizzare una forma semplificata dell'equazione:
{\displaystyle n(\lambda )=A+{\frac {B}{\lambda ^{2}}},}
dove i coefficienti {\displaystyle A} e {\displaystyle B} sono appositamente determinati per questa forma dell'equazione.
Una tavola di coefficienti per materiali ottici più comuni è mostrata sotto:
| Materiale                   | A      | B (μm2) |
| Vetro di quarzo             | 1.4580 | 0.00354 |
| Vetro borosilicato BK7      | 1.5046 | 0.00420 |
| Vetro crown duro K5         | 1.5220 | 0.00459 |
| Vetro crown con Bario BaK4  | 1.5690 | 0.00531 |
| Vetro flint con Bario BaF10 | 1.6700 | 0.00743 |
| Vetro flint denso SF10      | 1.7280 | 0.01342 |

La teoria sull'interazione luce-materia su cui Cauchy basa questa equazione fu poi scoperta non essere corretta. In particolare l'equazione è valida solo per le regioni di dispersione normale nella regione di lunghezze d'onda visibili. Nell'infrarosso l'equazione diventa imprecisa e non può rappresentare le regioni di dispersione anomala. Nonostante questo, la sua semplicità matematica la rende utile in alcune applicazioni.
L'equazione di Sellmeier è uno sviluppo successivo del lavoro di Cauchy che gestisce le regioni di dispersione anomala e permette di calcolare in maniera più precisa l'indice di rifrazione di un materiale attraverso lo spettro ultravioletto, visibile ed infrarosso.